# Elio De Angelis
Pour les articles homonymes, voir Elio (homonymie) et De Angelis.
Elio De Angelis est un pilote automobile italien né le 26 mars 1958 à Rome en Italie et mort l’après-midi du jeudi 15 mai 1986, à l'hôpital de la Timone à Marseille des suites d'un accident survenu la veille lors d'essais privés sur le circuit Paul-Ricard,.
Il a notamment disputé 108 Grands Prix de championnat du monde de Formule 1 de 1979 à 1986, inscrit 122 points, signé deux victoires, neuf podiums et trois pole positions. 

## Biographie
Aîné de trois garçons et une fille, d'une riche famille aristocratique romaine, Elio De Angelis se révèle à 18 ans en devenant champion d'Europe par équipe de karting, après avoir été vice-champion du monde individuel la saison précédente (en 1975, au Castellet). En 1977, il remporte sa première victoire en Formule 3 dès sa troisième course sur une Chevron de l'équipe Trivellato. Il devient également champion d'Italie, devant Piercarlo Ghinzani. La saison suivante, il passe en Formule 2 au sein de la Scuderia Everest dirigée par Giancarlo Minardi mais le châssis Chevron B42 ne fait pas le poids face aux March 782 BMW. De Angelis préfère alors retourner en Formule 3 où il remporte le prestigieux Grand Prix de Monaco.
Financièrement soutenu par son père, ancien pilote dans des compétitions de bateau offshore, Elio lorgne vers la Formule 1 mais son inexpérience et des doutes sur sa capacité à obtenir sa superlicence dissuadent les écuries Brabham et Tyrrell de l'engager malgré la manne financière qu'il représente. Au cours de l'année 1978, il est convié par la Scuderia Ferrari à une séance d'essais privés sur le circuit de Fiorano ; il boucle plusieurs tours au volant de la Ferrari 312 T3, sans suite. Plus tard dans l'année, il teste la Shadow et ses performances s'avèrent suffisamment convaincantes pour décider Don Nichols de le titulariser au sein de l'écurie pour la saison 1979. Malgré une monoplace dépassée, il réalise de belles prestations en course, terminant même quatrième à Watkins Glen en fin de saison.

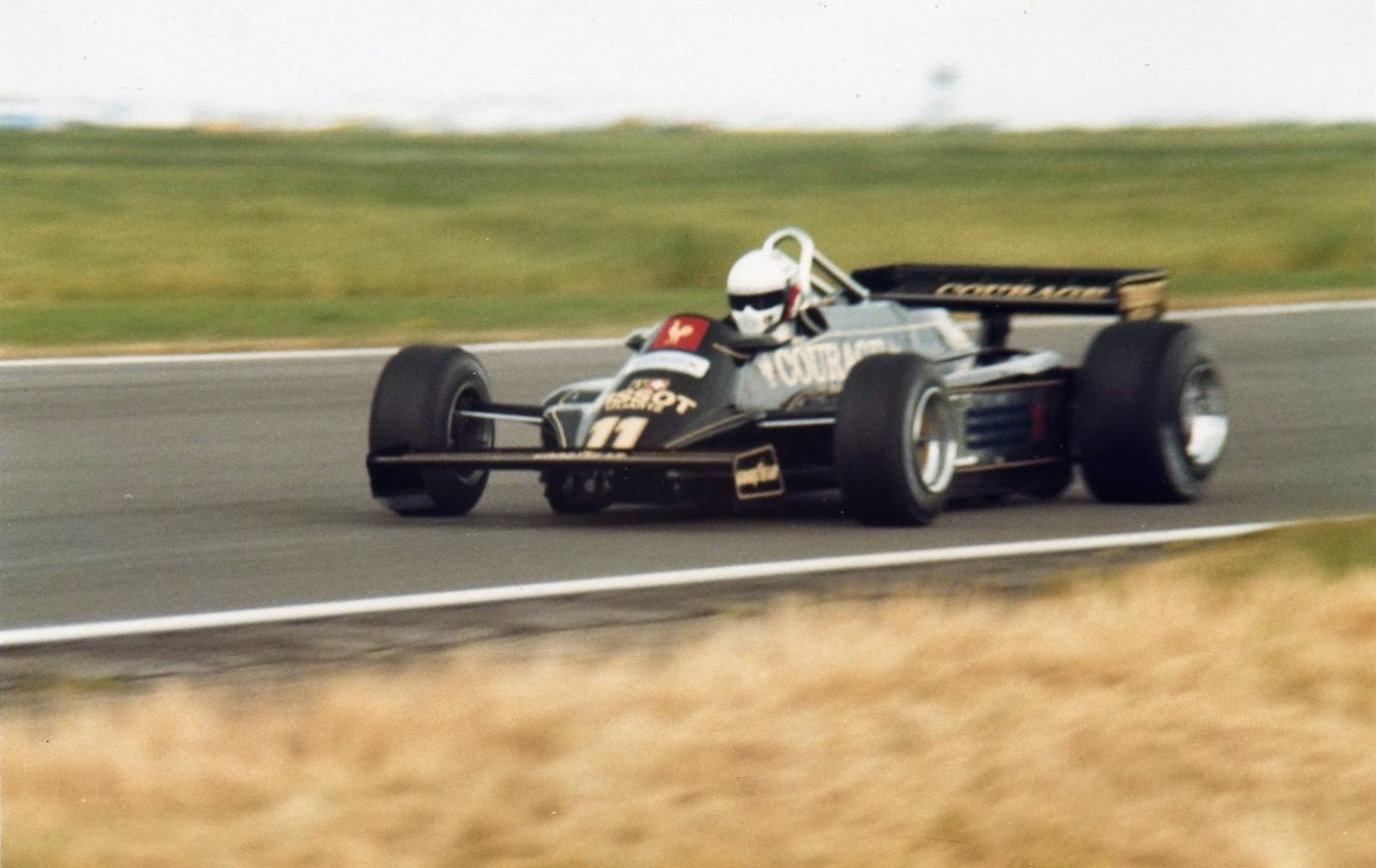
Elio De Angelis sur Lotus à Silverstone en 1981.

La prestigieuse écurie britannique Lotus, alors au creux de la vague, l'engage en 1980 après un test au Paul Ricard en compagnie de Nigel Mansell, Eddie Cheever et Jan Lammers ; il y restera six saisons. Pilote fin, au style très propre, apprécié de l'ensemble des acteurs du monde des Grands Prix pour ses manières raffinées (c'était un pianiste virtuose qui jouait ses propres compositions), Elio confirme son potentiel en prenant l'ascendant dès sa première année chez Lotus sur son coéquipier champion du monde Mario Andretti : il termine la saison au septième rang mondial, Andretti finissant vingtième. Devenu, à partir de 1982, leader malgré la présence de Mansell à ses côtés, il remporte, en Autriche, sa première victoire en Formule 1, à l'issue d'un sprint final resté fameux avec Keke Rosberg. La photo finish fut nécessaire pour départager les deux hommes : 5 centièmes de seconde sur la ligne.

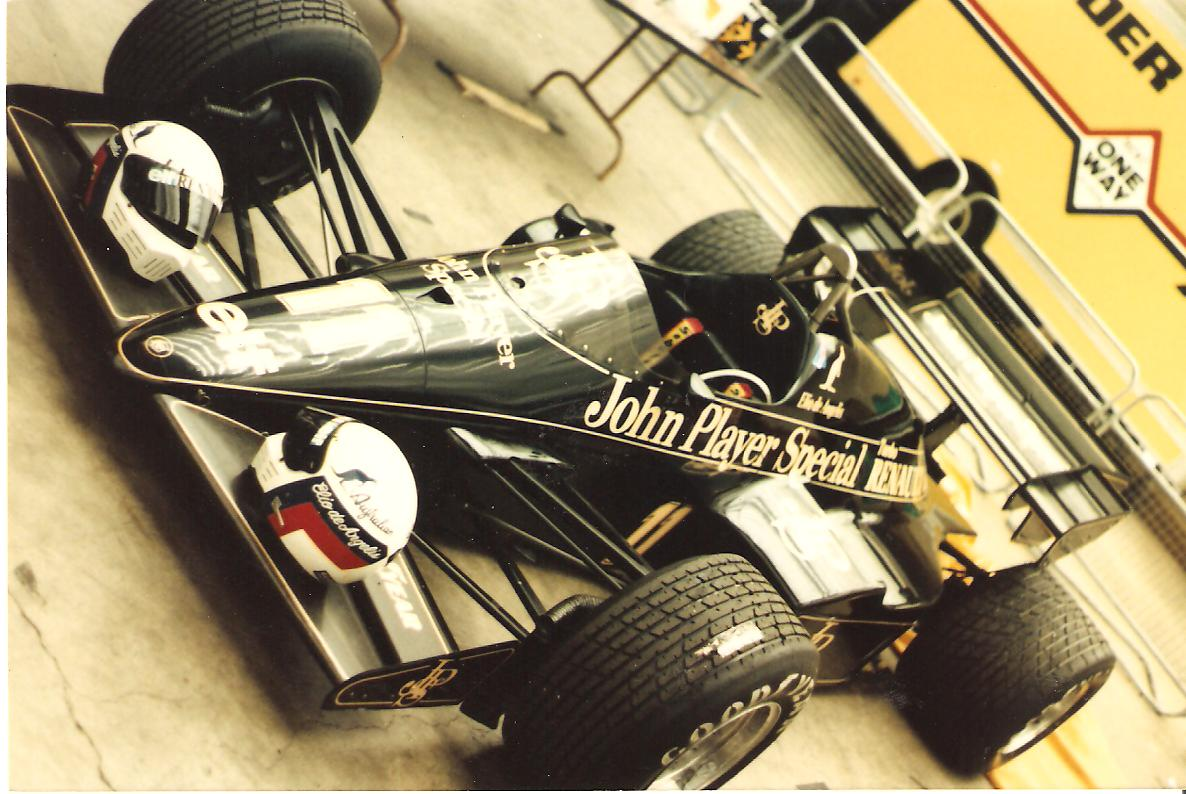
Les casques d'Elio De Angelis sur sa 95T Lotus à Détroit en 1984.

De Angelis confirme qu'il est une valeur sûre de la Formule 1 en 1984, grâce à sa régularité qui lui permet de terminer troisième du championnat, derrière les imbattables McLaren-TAG Porsche. En 1985, alors qu'il remporte sa deuxième victoire en Formule 1, à Imola sur tapis vert, à la suite de la disqualification d'Alain Prost, il pointe un temps en tête du championnat du monde. La suite de la saison est plus délicate puisqu'il est dominé par son nouveau coéquipier Ayrton Senna, lequel concentre progressivement autour de lui toutes les attentions de Peter Warr et Gérard Ducarouge. 

### Drame du Paul-Ricard
Vivant mal sa rivalité interne avec Senna qu'il surnomme « le petit Machiavel »[réf. nécessaire] et la dégradation de ses conditions de travail chez Lotus, Elio rejoint l'écurie Brabham-BMW en 1986, avec de grandes ambitions. La révolutionnaire Brabham BT55 à l'aérodynamique si particulière conçue par l'ingénieur Gordon Murray s'avère extrêmement délicate à piloter et ne lui permet pas de se mettre en évidence. Le 14 mai, l'écurie procède à une séance d'essais privés dans le sud de la France, sur le circuit Paul-Ricard, au Castellet. La séance tourne au drame lorsque De Angelis est victime d'une sortie de piste dans la rapide portion des Esses de la Verrerie, après une rupture de l'aileron arrière de la monoplace. Après une série de tonneaux, la Brabham s'immobilise à l'envers au-delà des barrières de sécurité. Le pilote australien Alan Jones, premier à arriver sur l'accident, raconte que seule de la fumée noire s'échappe de la voiture mais qu'il est impossible de la remettre sur ses roues. Prisonnier de son cockpit durant de longues minutes et en l'absence de commissaires équipés pour le secourir (ceux-ci ne disposent que de petits extincteurs et ne portent pas de vêtements ignifugés), Elio est asphyxié par un début d'incendie. Il faudra attendre plus de trente minutes pour qu'un hélicoptère arrive sur les lieux, De Angelis est héliporté inconscient à l'hôpital de la Timone à Marseille et décèdera le lendemain.

### Hommages
Ayrton Senna lui rend hommage le lendemain en déclarant : « Elio était un pilote à part car il exerçait son métier par amour du sport, sans motivation mercantile. C'était un gentleman, une personne de grande qualité que je suis fier d'avoir connu. »
Jean Alesi lui rendra également hommage en reprenant ses couleurs (bande rouge et bande noire sur fond blanc) pour orner son casque pendant ses douze années passées en F1.
De Angelis est inhumé à Rome, sa ville natale, au cimetière Campo Verano.

## Résultats en championnat du monde de Formule 1
| Saison | Écurie                                  | Châssis | Moteur                       | Pneus             | GP disputés | Pole positions | Victoires | Points inscrits | Classement |
| ------ | --------------------------------------- | ------- | ---------------------------- | ----------------- | ----------- | -------------- | --------- | --------------- | ---------- |
| 1979   | Interscope Shadow Racing Team           | DN9     | Cosworth V8                  | Goodyear          | 14          | 0              | 0         | 3               | 15e        |
| 1980   | Team Essex Lotus                        | 81      | Cosworth V8                  | Goodyear          | 14          | 0              | 0         | 13              | 7e         |
| 1981   | Team Essex Lotus John Player Team Lotus | 81B 87  | Cosworth V8                  | Michelin Goodyear | 14          | 0              | 0         | 14              | 8e         |
| 1982   | John Player Team Lotus                  | 87B 91  | Cosworth V8                  | Goodyear          | 15          | 0              | 1         | 23              | 9e         |
| 1983   | John Player Team Lotus                  | 91 93T  | Cosworth V8 Renault V6 turbo | Pirelli           | 15          | 1              | 0         | 2               | 17e        |
| 1984   | John Player Team Lotus                  | 95T     | Renault V6 turbo             | Goodyear          | 16          | 1              | 0         | 34              | 3e         |
| 1985   | John Player Special Team Lotus          | 97T     | Renault V6 turbo             | Goodyear          | 16          | 1              | 1         | 33              | 5e         |
| 1986   | Motor Racing Developments Ltd           | BT55    | BMW 4 ligne turbo            | Pirelli           | 4           | 0              | 0         | 0               | n.c.       |

| # | Année | Manche | Date         | Grand prix  | Circuit        | Écurie | Voiture   |
| - | ----- | ------ | ------------ | ----------- | -------------- | ------ | --------- |
| 1 | 1982  | 13/16  | 15 août 1982 | Autriche    | Osterreichring | Lotus  | Lotus 91  |
| 2 | 1985  | 03/16  | 5 mai 1985   | Saint-Marin | Imola          | Lotus  | Lotus 97T |